# Романовський Петро Арсенійович
Петро Арсенович Романовський (17 (29) липня 1892, Санкт-Петербург — 1 березня 1964, Москва) — радянський шахіст, міжнародний майстер (1950). Дворазовий чемпіон СРСР (1923 і 1927). Заслужений майстер спорту СРСР (1934). Заслужений тренер СРСР (1957).
|   | a | b | c | d | e | f | g | h |   |
| 8 | g8 чорна тура · h8 чорний король · d7 білий ферзь · a6 білий пішак · f6 чорний пішак · h6 чорна тура · d5 чорний слон · e5 чорний пішак · c3 білий пішак · h3 біла тура · c2 білий пішак · d2 чорний ферзь · g2 білий пішак · h2 білий пішак · h1 білий король | g8 чорна тура · h8 чорний король · d7 білий ферзь · a6 білий пішак · f6 чорний пішак · h6 чорна тура · d5 чорний слон · e5 чорний пішак · c3 білий пішак · h3 біла тура · c2 білий пішак · d2 чорний ферзь · g2 білий пішак · h2 білий пішак · h1 білий король | g8 чорна тура · h8 чорний король · d7 білий ферзь · a6 білий пішак · f6 чорний пішак · h6 чорна тура · d5 чорний слон · e5 чорний пішак · c3 білий пішак · h3 біла тура · c2 білий пішак · d2 чорний ферзь · g2 білий пішак · h2 білий пішак · h1 білий король | g8 чорна тура · h8 чорний король · d7 білий ферзь · a6 білий пішак · f6 чорний пішак · h6 чорна тура · d5 чорний слон · e5 чорний пішак · c3 білий пішак · h3 біла тура · c2 білий пішак · d2 чорний ферзь · g2 білий пішак · h2 білий пішак · h1 білий король | g8 чорна тура · h8 чорний король · d7 білий ферзь · a6 білий пішак · f6 чорний пішак · h6 чорна тура · d5 чорний слон · e5 чорний пішак · c3 білий пішак · h3 біла тура · c2 білий пішак · d2 чорний ферзь · g2 білий пішак · h2 білий пішак · h1 білий король | g8 чорна тура · h8 чорний король · d7 білий ферзь · a6 білий пішак · f6 чорний пішак · h6 чорна тура · d5 чорний слон · e5 чорний пішак · c3 білий пішак · h3 біла тура · c2 білий пішак · d2 чорний ферзь · g2 білий пішак · h2 білий пішак · h1 білий король | g8 чорна тура · h8 чорний король · d7 білий ферзь · a6 білий пішак · f6 чорний пішак · h6 чорна тура · d5 чорний слон · e5 чорний пішак · c3 білий пішак · h3 біла тура · c2 білий пішак · d2 чорний ферзь · g2 білий пішак · h2 білий пішак · h1 білий король | g8 чорна тура · h8 чорний король · d7 білий ферзь · a6 білий пішак · f6 чорний пішак · h6 чорна тура · d5 чорний слон · e5 чорний пішак · c3 білий пішак · h3 біла тура · c2 білий пішак · d2 чорний ферзь · g2 білий пішак · h2 білий пішак · h1 білий король | 8 |
| 7 | g8 чорна тура · h8 чорний король · d7 білий ферзь · a6 білий пішак · f6 чорний пішак · h6 чорна тура · d5 чорний слон · e5 чорний пішак · c3 білий пішак · h3 біла тура · c2 білий пішак · d2 чорний ферзь · g2 білий пішак · h2 білий пішак · h1 білий король | g8 чорна тура · h8 чорний король · d7 білий ферзь · a6 білий пішак · f6 чорний пішак · h6 чорна тура · d5 чорний слон · e5 чорний пішак · c3 білий пішак · h3 біла тура · c2 білий пішак · d2 чорний ферзь · g2 білий пішак · h2 білий пішак · h1 білий король | g8 чорна тура · h8 чорний король · d7 білий ферзь · a6 білий пішак · f6 чорний пішак · h6 чорна тура · d5 чорний слон · e5 чорний пішак · c3 білий пішак · h3 біла тура · c2 білий пішак · d2 чорний ферзь · g2 білий пішак · h2 білий пішак · h1 білий король | g8 чорна тура · h8 чорний король · d7 білий ферзь · a6 білий пішак · f6 чорний пішак · h6 чорна тура · d5 чорний слон · e5 чорний пішак · c3 білий пішак · h3 біла тура · c2 білий пішак · d2 чорний ферзь · g2 білий пішак · h2 білий пішак · h1 білий король | g8 чорна тура · h8 чорний король · d7 білий ферзь · a6 білий пішак · f6 чорний пішак · h6 чорна тура · d5 чорний слон · e5 чорний пішак · c3 білий пішак · h3 біла тура · c2 білий пішак · d2 чорний ферзь · g2 білий пішак · h2 білий пішак · h1 білий король | g8 чорна тура · h8 чорний король · d7 білий ферзь · a6 білий пішак · f6 чорний пішак · h6 чорна тура · d5 чорний слон · e5 чорний пішак · c3 білий пішак · h3 біла тура · c2 білий пішак · d2 чорний ферзь · g2 білий пішак · h2 білий пішак · h1 білий король | g8 чорна тура · h8 чорний король · d7 білий ферзь · a6 білий пішак · f6 чорний пішак · h6 чорна тура · d5 чорний слон · e5 чорний пішак · c3 білий пішак · h3 біла тура · c2 білий пішак · d2 чорний ферзь · g2 білий пішак · h2 білий пішак · h1 білий король | g8 чорна тура · h8 чорний король · d7 білий ферзь · a6 білий пішак · f6 чорний пішак · h6 чорна тура · d5 чорний слон · e5 чорний пішак · c3 білий пішак · h3 біла тура · c2 білий пішак · d2 чорний ферзь · g2 білий пішак · h2 білий пішак · h1 білий король | 7 |
| 6 | g8 чорна тура · h8 чорний король · d7 білий ферзь · a6 білий пішак · f6 чорний пішак · h6 чорна тура · d5 чорний слон · e5 чорний пішак · c3 білий пішак · h3 біла тура · c2 білий пішак · d2 чорний ферзь · g2 білий пішак · h2 білий пішак · h1 білий король | g8 чорна тура · h8 чорний король · d7 білий ферзь · a6 білий пішак · f6 чорний пішак · h6 чорна тура · d5 чорний слон · e5 чорний пішак · c3 білий пішак · h3 біла тура · c2 білий пішак · d2 чорний ферзь · g2 білий пішак · h2 білий пішак · h1 білий король | g8 чорна тура · h8 чорний король · d7 білий ферзь · a6 білий пішак · f6 чорний пішак · h6 чорна тура · d5 чорний слон · e5 чорний пішак · c3 білий пішак · h3 біла тура · c2 білий пішак · d2 чорний ферзь · g2 білий пішак · h2 білий пішак · h1 білий король | g8 чорна тура · h8 чорний король · d7 білий ферзь · a6 білий пішак · f6 чорний пішак · h6 чорна тура · d5 чорний слон · e5 чорний пішак · c3 білий пішак · h3 біла тура · c2 білий пішак · d2 чорний ферзь · g2 білий пішак · h2 білий пішак · h1 білий король | g8 чорна тура · h8 чорний король · d7 білий ферзь · a6 білий пішак · f6 чорний пішак · h6 чорна тура · d5 чорний слон · e5 чорний пішак · c3 білий пішак · h3 біла тура · c2 білий пішак · d2 чорний ферзь · g2 білий пішак · h2 білий пішак · h1 білий король | g8 чорна тура · h8 чорний король · d7 білий ферзь · a6 білий пішак · f6 чорний пішак · h6 чорна тура · d5 чорний слон · e5 чорний пішак · c3 білий пішак · h3 біла тура · c2 білий пішак · d2 чорний ферзь · g2 білий пішак · h2 білий пішак · h1 білий король | g8 чорна тура · h8 чорний король · d7 білий ферзь · a6 білий пішак · f6 чорний пішак · h6 чорна тура · d5 чорний слон · e5 чорний пішак · c3 білий пішак · h3 біла тура · c2 білий пішак · d2 чорний ферзь · g2 білий пішак · h2 білий пішак · h1 білий король | g8 чорна тура · h8 чорний король · d7 білий ферзь · a6 білий пішак · f6 чорний пішак · h6 чорна тура · d5 чорний слон · e5 чорний пішак · c3 білий пішак · h3 біла тура · c2 білий пішак · d2 чорний ферзь · g2 білий пішак · h2 білий пішак · h1 білий король | 6 |
| 5 | g8 чорна тура · h8 чорний король · d7 білий ферзь · a6 білий пішак · f6 чорний пішак · h6 чорна тура · d5 чорний слон · e5 чорний пішак · c3 білий пішак · h3 біла тура · c2 білий пішак · d2 чорний ферзь · g2 білий пішак · h2 білий пішак · h1 білий король | g8 чорна тура · h8 чорний король · d7 білий ферзь · a6 білий пішак · f6 чорний пішак · h6 чорна тура · d5 чорний слон · e5 чорний пішак · c3 білий пішак · h3 біла тура · c2 білий пішак · d2 чорний ферзь · g2 білий пішак · h2 білий пішак · h1 білий король | g8 чорна тура · h8 чорний король · d7 білий ферзь · a6 білий пішак · f6 чорний пішак · h6 чорна тура · d5 чорний слон · e5 чорний пішак · c3 білий пішак · h3 біла тура · c2 білий пішак · d2 чорний ферзь · g2 білий пішак · h2 білий пішак · h1 білий король | g8 чорна тура · h8 чорний король · d7 білий ферзь · a6 білий пішак · f6 чорний пішак · h6 чорна тура · d5 чорний слон · e5 чорний пішак · c3 білий пішак · h3 біла тура · c2 білий пішак · d2 чорний ферзь · g2 білий пішак · h2 білий пішак · h1 білий король | g8 чорна тура · h8 чорний король · d7 білий ферзь · a6 білий пішак · f6 чорний пішак · h6 чорна тура · d5 чорний слон · e5 чорний пішак · c3 білий пішак · h3 біла тура · c2 білий пішак · d2 чорний ферзь · g2 білий пішак · h2 білий пішак · h1 білий король | g8 чорна тура · h8 чорний король · d7 білий ферзь · a6 білий пішак · f6 чорний пішак · h6 чорна тура · d5 чорний слон · e5 чорний пішак · c3 білий пішак · h3 біла тура · c2 білий пішак · d2 чорний ферзь · g2 білий пішак · h2 білий пішак · h1 білий король | g8 чорна тура · h8 чорний король · d7 білий ферзь · a6 білий пішак · f6 чорний пішак · h6 чорна тура · d5 чорний слон · e5 чорний пішак · c3 білий пішак · h3 біла тура · c2 білий пішак · d2 чорний ферзь · g2 білий пішак · h2 білий пішак · h1 білий король | g8 чорна тура · h8 чорний король · d7 білий ферзь · a6 білий пішак · f6 чорний пішак · h6 чорна тура · d5 чорний слон · e5 чорний пішак · c3 білий пішак · h3 біла тура · c2 білий пішак · d2 чорний ферзь · g2 білий пішак · h2 білий пішак · h1 білий король | 5 |
| 4 | g8 чорна тура · h8 чорний король · d7 білий ферзь · a6 білий пішак · f6 чорний пішак · h6 чорна тура · d5 чорний слон · e5 чорний пішак · c3 білий пішак · h3 біла тура · c2 білий пішак · d2 чорний ферзь · g2 білий пішак · h2 білий пішак · h1 білий король | g8 чорна тура · h8 чорний король · d7 білий ферзь · a6 білий пішак · f6 чорний пішак · h6 чорна тура · d5 чорний слон · e5 чорний пішак · c3 білий пішак · h3 біла тура · c2 білий пішак · d2 чорний ферзь · g2 білий пішак · h2 білий пішак · h1 білий король | g8 чорна тура · h8 чорний король · d7 білий ферзь · a6 білий пішак · f6 чорний пішак · h6 чорна тура · d5 чорний слон · e5 чорний пішак · c3 білий пішак · h3 біла тура · c2 білий пішак · d2 чорний ферзь · g2 білий пішак · h2 білий пішак · h1 білий король | g8 чорна тура · h8 чорний король · d7 білий ферзь · a6 білий пішак · f6 чорний пішак · h6 чорна тура · d5 чорний слон · e5 чорний пішак · c3 білий пішак · h3 біла тура · c2 білий пішак · d2 чорний ферзь · g2 білий пішак · h2 білий пішак · h1 білий король | g8 чорна тура · h8 чорний король · d7 білий ферзь · a6 білий пішак · f6 чорний пішак · h6 чорна тура · d5 чорний слон · e5 чорний пішак · c3 білий пішак · h3 біла тура · c2 білий пішак · d2 чорний ферзь · g2 білий пішак · h2 білий пішак · h1 білий король | g8 чорна тура · h8 чорний король · d7 білий ферзь · a6 білий пішак · f6 чорний пішак · h6 чорна тура · d5 чорний слон · e5 чорний пішак · c3 білий пішак · h3 біла тура · c2 білий пішак · d2 чорний ферзь · g2 білий пішак · h2 білий пішак · h1 білий король | g8 чорна тура · h8 чорний король · d7 білий ферзь · a6 білий пішак · f6 чорний пішак · h6 чорна тура · d5 чорний слон · e5 чорний пішак · c3 білий пішак · h3 біла тура · c2 білий пішак · d2 чорний ферзь · g2 білий пішак · h2 білий пішак · h1 білий король | g8 чорна тура · h8 чорний король · d7 білий ферзь · a6 білий пішак · f6 чорний пішак · h6 чорна тура · d5 чорний слон · e5 чорний пішак · c3 білий пішак · h3 біла тура · c2 білий пішак · d2 чорний ферзь · g2 білий пішак · h2 білий пішак · h1 білий король | 4 |
| 3 | g8 чорна тура · h8 чорний король · d7 білий ферзь · a6 білий пішак · f6 чорний пішак · h6 чорна тура · d5 чорний слон · e5 чорний пішак · c3 білий пішак · h3 біла тура · c2 білий пішак · d2 чорний ферзь · g2 білий пішак · h2 білий пішак · h1 білий король | g8 чорна тура · h8 чорний король · d7 білий ферзь · a6 білий пішак · f6 чорний пішак · h6 чорна тура · d5 чорний слон · e5 чорний пішак · c3 білий пішак · h3 біла тура · c2 білий пішак · d2 чорний ферзь · g2 білий пішак · h2 білий пішак · h1 білий король | g8 чорна тура · h8 чорний король · d7 білий ферзь · a6 білий пішак · f6 чорний пішак · h6 чорна тура · d5 чорний слон · e5 чорний пішак · c3 білий пішак · h3 біла тура · c2 білий пішак · d2 чорний ферзь · g2 білий пішак · h2 білий пішак · h1 білий король | g8 чорна тура · h8 чорний король · d7 білий ферзь · a6 білий пішак · f6 чорний пішак · h6 чорна тура · d5 чорний слон · e5 чорний пішак · c3 білий пішак · h3 біла тура · c2 білий пішак · d2 чорний ферзь · g2 білий пішак · h2 білий пішак · h1 білий король | g8 чорна тура · h8 чорний король · d7 білий ферзь · a6 білий пішак · f6 чорний пішак · h6 чорна тура · d5 чорний слон · e5 чорний пішак · c3 білий пішак · h3 біла тура · c2 білий пішак · d2 чорний ферзь · g2 білий пішак · h2 білий пішак · h1 білий король | g8 чорна тура · h8 чорний король · d7 білий ферзь · a6 білий пішак · f6 чорний пішак · h6 чорна тура · d5 чорний слон · e5 чорний пішак · c3 білий пішак · h3 біла тура · c2 білий пішак · d2 чорний ферзь · g2 білий пішак · h2 білий пішак · h1 білий король | g8 чорна тура · h8 чорний король · d7 білий ферзь · a6 білий пішак · f6 чорний пішак · h6 чорна тура · d5 чорний слон · e5 чорний пішак · c3 білий пішак · h3 біла тура · c2 білий пішак · d2 чорний ферзь · g2 білий пішак · h2 білий пішак · h1 білий король | g8 чорна тура · h8 чорний король · d7 білий ферзь · a6 білий пішак · f6 чорний пішак · h6 чорна тура · d5 чорний слон · e5 чорний пішак · c3 білий пішак · h3 біла тура · c2 білий пішак · d2 чорний ферзь · g2 білий пішак · h2 білий пішак · h1 білий король | 3 |
| 2 | g8 чорна тура · h8 чорний король · d7 білий ферзь · a6 білий пішак · f6 чорний пішак · h6 чорна тура · d5 чорний слон · e5 чорний пішак · c3 білий пішак · h3 біла тура · c2 білий пішак · d2 чорний ферзь · g2 білий пішак · h2 білий пішак · h1 білий король | g8 чорна тура · h8 чорний король · d7 білий ферзь · a6 білий пішак · f6 чорний пішак · h6 чорна тура · d5 чорний слон · e5 чорний пішак · c3 білий пішак · h3 біла тура · c2 білий пішак · d2 чорний ферзь · g2 білий пішак · h2 білий пішак · h1 білий король | g8 чорна тура · h8 чорний король · d7 білий ферзь · a6 білий пішак · f6 чорний пішак · h6 чорна тура · d5 чорний слон · e5 чорний пішак · c3 білий пішак · h3 біла тура · c2 білий пішак · d2 чорний ферзь · g2 білий пішак · h2 білий пішак · h1 білий король | g8 чорна тура · h8 чорний король · d7 білий ферзь · a6 білий пішак · f6 чорний пішак · h6 чорна тура · d5 чорний слон · e5 чорний пішак · c3 білий пішак · h3 біла тура · c2 білий пішак · d2 чорний ферзь · g2 білий пішак · h2 білий пішак · h1 білий король | g8 чорна тура · h8 чорний король · d7 білий ферзь · a6 білий пішак · f6 чорний пішак · h6 чорна тура · d5 чорний слон · e5 чорний пішак · c3 білий пішак · h3 біла тура · c2 білий пішак · d2 чорний ферзь · g2 білий пішак · h2 білий пішак · h1 білий король | g8 чорна тура · h8 чорний король · d7 білий ферзь · a6 білий пішак · f6 чорний пішак · h6 чорна тура · d5 чорний слон · e5 чорний пішак · c3 білий пішак · h3 біла тура · c2 білий пішак · d2 чорний ферзь · g2 білий пішак · h2 білий пішак · h1 білий король | g8 чорна тура · h8 чорний король · d7 білий ферзь · a6 білий пішак · f6 чорний пішак · h6 чорна тура · d5 чорний слон · e5 чорний пішак · c3 білий пішак · h3 біла тура · c2 білий пішак · d2 чорний ферзь · g2 білий пішак · h2 білий пішак · h1 білий король | g8 чорна тура · h8 чорний король · d7 білий ферзь · a6 білий пішак · f6 чорний пішак · h6 чорна тура · d5 чорний слон · e5 чорний пішак · c3 білий пішак · h3 біла тура · c2 білий пішак · d2 чорний ферзь · g2 білий пішак · h2 білий пішак · h1 білий король | 2 |
| 1 | g8 чорна тура · h8 чорний король · d7 білий ферзь · a6 білий пішак · f6 чорний пішак · h6 чорна тура · d5 чорний слон · e5 чорний пішак · c3 білий пішак · h3 біла тура · c2 білий пішак · d2 чорний ферзь · g2 білий пішак · h2 білий пішак · h1 білий король | g8 чорна тура · h8 чорний король · d7 білий ферзь · a6 білий пішак · f6 чорний пішак · h6 чорна тура · d5 чорний слон · e5 чорний пішак · c3 білий пішак · h3 біла тура · c2 білий пішак · d2 чорний ферзь · g2 білий пішак · h2 білий пішак · h1 білий король | g8 чорна тура · h8 чорний король · d7 білий ферзь · a6 білий пішак · f6 чорний пішак · h6 чорна тура · d5 чорний слон · e5 чорний пішак · c3 білий пішак · h3 біла тура · c2 білий пішак · d2 чорний ферзь · g2 білий пішак · h2 білий пішак · h1 білий король | g8 чорна тура · h8 чорний король · d7 білий ферзь · a6 білий пішак · f6 чорний пішак · h6 чорна тура · d5 чорний слон · e5 чорний пішак · c3 білий пішак · h3 біла тура · c2 білий пішак · d2 чорний ферзь · g2 білий пішак · h2 білий пішак · h1 білий король | g8 чорна тура · h8 чорний король · d7 білий ферзь · a6 білий пішак · f6 чорний пішак · h6 чорна тура · d5 чорний слон · e5 чорний пішак · c3 білий пішак · h3 біла тура · c2 білий пішак · d2 чорний ферзь · g2 білий пішак · h2 білий пішак · h1 білий король | g8 чорна тура · h8 чорний король · d7 білий ферзь · a6 білий пішак · f6 чорний пішак · h6 чорна тура · d5 чорний слон · e5 чорний пішак · c3 білий пішак · h3 біла тура · c2 білий пішак · d2 чорний ферзь · g2 білий пішак · h2 білий пішак · h1 білий король | g8 чорна тура · h8 чорний король · d7 білий ферзь · a6 білий пішак · f6 чорний пішак · h6 чорна тура · d5 чорний слон · e5 чорний пішак · c3 білий пішак · h3 біла тура · c2 білий пішак · d2 чорний ферзь · g2 білий пішак · h2 білий пішак · h1 білий король | g8 чорна тура · h8 чорний король · d7 білий ферзь · a6 білий пішак · f6 чорний пішак · h6 чорна тура · d5 чорний слон · e5 чорний пішак · c3 білий пішак · h3 біла тура · c2 білий пішак · d2 чорний ферзь · g2 білий пішак · h2 білий пішак · h1 білий король | 1 |
|   | a | b | c | d | e | f | g | h |   |

## Життєпис
Крім шахів, з дитинства захоплювався поезією і грою на музичних інструментах. 1909 року, граючи на Всеросійському турнірі любителів, зумів взяти гору над майбутнім чемпіоном світу Олександром Алехіним. 1914 року на побічному турнірі в Мангеймі поділив друге місце.
У 1920 році на Всеросійській олімпіаді (першому чемпіонаті Радянської Росії) посів друге місце позаду Алехіна. 1921 року заснував перше радянське шахове видання — «Листок шахового гуртка Петрогубкомуни». У 1923 році став Чемпіоном РРФСР, а в 1925 — поділив 7-8-ме місце на міжнародному турнірі в Москві. 1927 року Романовський виграв матч-турнір шести найсильніших шахістів Ленінграда, зробивши лише 2 нічиї в 10 партіях, випередивши зокрема і Михайла Ботвинника. Того ж року завоював звання Чемпіона СРСР.
Наприкінці 1920-х років Романовський став займатися тренерською роботою, серед його учнів —  Володимир Алаторцев, Віталій Чеховер, Григорій Равинський та інші.
Пережив першу блокадную зиму. Упродовж січня 1942 року померли дружина (?) і 4 дочки Петра Романовського (Кіра, Світлана, Рогнеда і Ганна).
Після війни Романовський знову одружився (дружина — Єлизавета Сергіївна). Від цього шлюбу народилися син Віктор (кандидат у майстри спорту) і дочка Віра.

## Основні спортивні результати
| Рік       |                    | Турнір                                                                       | +  | -  | = | Результат | місце |
| --------- | ------------------ | ---------------------------------------------------------------------------- | -- | -- | - | --------- | ----- |
| 1908      | Санкт-Петербург    | Матч з Олександром Романовським                                              | 4  | 4  | 2 | 5 : 5     |       |
|           | Санкт-Петербург    | Осінній турнір Петербурзьких шахових зборів                                  | 5  | 4  | 2 | 6 з 11    | 4-6   |
| 1909      | Санкт-Петербург    | Осінній турнір Петербурзьких шахових зборів                                  | 8  | 3  | 2 | 9 з 13    | 3     |
|           | Санкт-Петербург    | Всеросійський турнір любителів пам'яті Михайла Чигоріна                      | 6  | 8  | 2 | 7 з 16    | 10-11 |
| 1910      | Санкт-Петербург    | Матч з Олександром Романовським                                              | 6  | 6  | 1 | 6,5 : 6,5 |       |
| 1912      | Санкт-Петербург    | Турнір майстрів і шахісті I категорії                                        | 4  | 1  | 4 | 6 з 9     | 3-4   |
|           |                    | Матч Москва — Санкт-Петербург (9-та шахівниця, проти Миколи Павлова-П'янова) | 1  | 0  | 0 | 1 з 1     |       |
|           |                    | Чемпіонат Політехнічного інституту                                           | 10 | 0  | 1 | 10½ з 11  | 1     |
| 1913      | Санкт-Петербург    | Турнір I категорії                                                           | 5  | 1  | 3 | 6,5 з 9   | 2     |
| 1914      |                    | Чемпіонат вищих навчальних закладів Петербурга                               |    |    |   |           | 1     |
|           |                    | груповий турнір                                                              | 5  | 0  | 4 | 7 з 9     | 1-2   |
|           |                    | фінальний турнір                                                             | 3  | 0  | 2 | 4 з 5     | 1-2   |
|           |                    | додатковий матч з Сергієм Фрейманом                                          | 2  | 0  | 0 | 2 з 2     |       |
|           | Мангейм            | XIX Конгрес Німецького шахового союзу (турнір Б)                             |    |    |   |           |       |
|           |                    | попередній етап                                                              | 5  | 2  | 2 | 6 з 9     | 1     |
|           |                    | група переможців                                                             | 4  | 2  | 2 | 6 з 8     | 2-3   |
|           | Баден-Баден        | 1-й турнір російських шахістів-військовополонених                            | 3  | 4  | 5 | 5½ з 12   | 4-5   |
| 1914 / 15 | Тріберг            | 2-й турнір російських шахістів-військовополонених                            | 4  | 3  | 3 | 5½ з 10   | 3     |
| 1915      | Тріберг            | 3-й турнір російських шахістів-військовополонених                            | 0  | 3  | 2 | 1 з 5     | 5-6   |
| 1916      | Петроград          | Турнір I категорії                                                           |    |    |   | 4 з 6     | [ 5 ] |
| 1918      | Петроград          | Турнір I категорії                                                           | 5  | 0  | 1 | 5,5 з 6   | 1-2   |
| 1919      | Петроград          | Турнір чотирьох шахістів (двокруговий)                                       | 5  | 0  | 1 | 5,5 з 6   | 1     |
|           | Петроград          | Матч з Іллєю Рабіновичем                                                     | 1  | 5  | 1 | 1,5 : 5,5 |       |
| 1920      | Москва             | Турнір I категорії                                                           |    |    |   |           | [ 6 ] |
|           | Москва             | Матч з Миколою Григор'євим                                                   | 4  | 1  | 0 | 4 : 1     | [ 7 ] |
|           | Москва             | Всеросійська шахова олімпіада                                                | 10 | 3  | 2 | 11 з 15   | 2     |
| 1921      | Петроград          | Турнір шести шахісті                                                         |    |    |   | 3 з 5     | 2     |
| 1922      |                    | Чемпіонат Петрограда                                                         | 5  | 3  | 3 | 6½ з 11   | 5-6   |
| 1922 / 23 | Петроград          | Зимовий турнір майстрів і шахістів I категорії                               |    |    |   | 9,5 з 12  | 2-3   |
| 1923      | Петроград          | Матч з Соломоном Готгільфом                                                  | 5  | 1  | 0 | 5 : 1     |       |
|           | Петроград          | Турнір I категорії                                                           | 7  | 0  | 0 | 7 з 7     | 1     |
|           |                    | 2-й чемпіонат СРСР                                                           | 9  | 1  | 2 | 10 з 12   | 1     |
|           | Новгород           | Турнір майстрів і шахістів I категорії                                       | 5  | 0  | 2 | 6 з 7     | 2     |
| 1924      | Ленінград          | Показові партії з Емануелем Ласкером                                         | 0  | 1  | 1 | 0,5 з 2   |       |
|           | Ленінград          | Чемпіонат Ленінграда                                                         | 3  | 4  | 3 | 4½ з 10   | 3     |
|           | Ленінград          | Турнір чотирьох шахістів (двокруговий)                                       |    |    |   | 3,5 з 6   | 1-2   |
|           | Москва             | 3-й чемпіонат СРСР                                                           |    |    |   | 12½ з 17  | 2     |
|           | Ленінград          | Матч з Юхимом Боголюбовим                                                    | 1  | 5  | 6 | 4 : 8     |       |
| 1925      | Ленінград          | Турнір 10-ти (Юхим Боголюбов і 9 ленінградських шахістів)                    | 6  | 1  | 2 | 7 з 9     | 1-2   |
|           | Ленінград          | Чемпіонат Ленінграда                                                         | 8  | 2  | 1 | 8½ з 11   | 1-4   |
|           | Ленінград          | 4-й чемпіонат СРСР                                                           | 9  | 6  | 4 | 11 з 19   | 6-8   |
|           | Москва             | Міжнародний турнір                                                           | 9  | 6  | 5 | 11½ з 20  | 7-8   |
| 1926      | Ленінград          | Турнір Петроградської сторони                                                | 7  | 0  | 1 | 7,5 з 8   | 1     |
| 1926 / 27 |                    | Чемпіонат профради радторгслужбовців                                         | 12 | 0  | 3 | 13½ з 15  | 1     |
| 1927      | Ленінград          | Турнір шести шахістів (двоколовий)                                           | 8  | 0  | 2 | 9 з 10    | 1     |
|           | Москва             | 5-й чемпіонат СРСР                                                           | 12 | 3  | 5 | 14½ з 20  | 1-2   |
|           | Ленінград          | Матч Ленінград — Москва (проти Федора Дуз-Хотимирського)                     |    |    |   |           |       |
| 1928      | Ленінград          | Чемпіонат Ленінграда                                                         | 6  | 2  | 7 | 9½ з 15   | 3-4   |
|           | Ленінград          | Чемпіонат профради радторгслужбовців                                         | 10 | 2  | 1 | 10½ з 13  | 1     |
|           | Мінськ             | Чемпіонат Білоруської РСР                                                    | 6  | 5  | 2 | 7 з 13    | 6-7   |
| 1928 / 29 |                    | Чемпіонат профради робпрос                                                   | 9  | 2  | 3 | 10½ з 14  | 2-3   |
| 1929      | Ленінград          | Чемпіонат Ленінграда (попередня група)                                       | 5  | 1  | 3 | 6,5 з 9   | 1-2   |
|           |                    | (фінальний турнір)                                                           | 4  | 2  | 1 | 4,5 з 7   | 2-3   |
|           | Москва             | Міжнародний робочий конгрес                                                  | 7  | 1  | 1 | 7½ з 9    | 1-2   |
| 1930      | Ленінград          | Турнір ленінградських майстрів                                               | 2  | 2  | 4 | 4 з 8     | 4-6   |
|           |                    | Чемпіонат профради харчовиків                                                | 15 | 1  | 0 | 15 з 16   | 1     |
|           | Ленінград          | Матч Ленінград — Москва (проти Миколи Зубарєва)                              | 0  | 1  | 1 | 0,5 з 2   |       |
| 1930 / 31 | Ленінград          | Турнір у Будинку друку                                                       | 5  | 2  | 3 | 6,5 з 10  | 4     |
|           | Ленінград          | Чемпіонат Ленінграда                                                         | 8  | 2  | 7 | 11½ з 17  | 2     |
| 1931      | Москва             | Півфінал 7-го чемпіонату СРСР                                                | 4  | 0  | 5 | 6,5 з 9   | 1-2   |
| 1932 / 33 | Ленінград          | Турнір ленінградських майстрів у Будинку науковців                           | 4  | 4  | 2 | 5 з 10    | 4-5   |
| 1933      | Москва             | Турнір чотирьох майстрів (двокруговий)                                       | 0  | 4  | 2 | 1 з 6     | 4     |
|           | Ленінград          | Турнір ленінградських майстрів                                               | 8  | 1  | 4 | 10 з 13   | 1-2   |
|           | Ленінград          | 8-й чемпіонат СРСР                                                           | 6  | 6  | 7 | 9½ з 19   | 10-11 |
| 1934      | Ленінград          | Турнір ленінградських майстрів                                               | 6  | 4  | 3 | 7,5 з 13  | 4-7   |
|           | Ленінград          | Турнір профради робпрос                                                      | 11 | 3  | 0 | 11 з 14   | 1-2   |
|           | Ленінград          | Міжнародний турнір (за участю Макса Ейве і Ганса Кмоха)                      | 4  | 1  | 6 | 7 з 11    | 2-3   |
|           | Москва             | Чемпіонат профради фінансово-банківських працівників                         | 4  | 1  | 2 | 5 з 7     | 2     |
| 1935      | Москва             | Міжнародний турнір                                                           | 6  | 5  | 8 | 10 з 19   | 8-10  |
| 1937      | Москва             | Чемпіонат профради фінансово-банківських працівників                         | 9  | 1  | 1 | 9½ з 11   | 1-2   |
| 1938      | Ленінград          | Півфінал 11-го чемпіонату СРСР                                               | 7  | 1  | 9 | 11,5 з 17 | 2     |
| 1939      | Ленінград — Москва | «Тренувальний» міжнародний турнір                                            | 3  | 8  | 6 | 6 з 17    | 16    |
|           | Ленінград          | 11-й чемпіонат СРСР                                                          | 1  | 11 | 5 | 3½ з 17   | 18    |
| 1942      | Іваново            | Чемпіонат Іваново                                                            | 10 | 0  | 0 | 10 з 10   | 1     |
| 1943      | Москва             | Турнір 25-річчя РСЧА (двокруговий)                                           | 7  | 6  | 3 | 8,5 з 16  | 4-6   |
| 1944      | Москва             | Півфінал 13-го чемпіонату СРСР                                               | 5  | 3  | 7 | 8,5 з 15  | 6-7   |
| 1945      | Москва             | Півфінал 14-го чемпіонату СРСР                                               | 8  | 2  | 5 | 10,5 з 15 | 2-4   |
|           | Москва             | 14-й чемпіонат СРСР                                                          | 4  | 8  | 5 | 6½ з 17   | 15    |
|           | Москва             | Командна першість Москви                                                     |    |    |   |           |       |
|           | Москва             | Командна першість ВЦСПС                                                      |    |    |   |           |       |
| 1946      | Москва             | Чемпіонат Московської ради ДСО «Більшовик»                                   | 8  | 0  | 1 | 8½ з 9    | 1     |
| 1948      | Москва             | Турнір пам'яті Миколи Рюміна                                                 | 5  | 2  | 2 | 6 з 9     | 3     |
| 1950      | Москва             | Першість МДУ                                                                 |    |    |   | 10,5 з 15 | 2     |
| 1951      | Москва             | Тренувальний турнір                                                          |    |    |   |           |       |
| 1953      | Москва             | Командна першість ВНЗ Москви                                                 |    |    |   |           |       |

## Цікавий факт

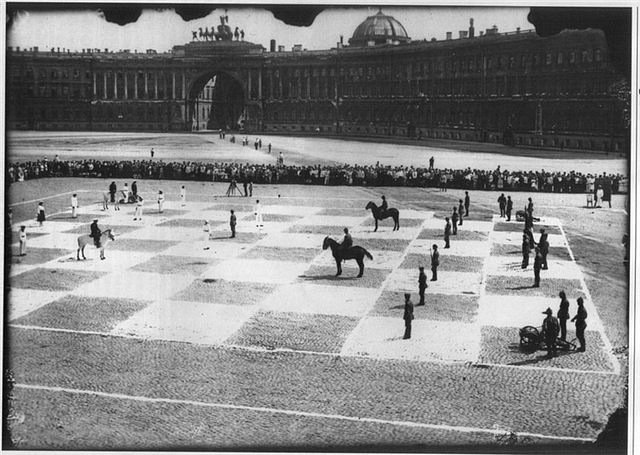
«Живі шахи» на Палацовій площі, 1924 рік

- 20 липня 1924 року в Ленінграді на Палацовій площі Ілля Рабінович зіграв з Романовським у «живі шахи». Білими фігурами були бійці Червоної Армії, чорними — ВМФ.